# Матрёна
Матрёна (Матрона) — женское русское имя латинского происхождения (от mātrōna — «замужняя женщина»), в переводе означающее «почтённая дама», «госпожа», «мать семьи», «матушка».

## Происхождение имени
Имя происходит от лат. mātrōna — «замужняя женщина», восходящего к māter — «мать».
22 (9) ноября[прояснить] — Преподобная Матрона Цареградская за ревность к вере Христовой претерпела много огорчений от своего мужа; тайно ушла от него, приняла монашество, в 75 лет подвизалась монахинею; основала монастырь в Константинополе; молитвами совершала чудеса; скончалась в 492 г.[значимость факта?]
Уменьшительные формы: Мотя, Мотря, Матрёха, Матрёша, Маря, Матя, Матюля, Муся, Рена